# Rhoda Broughton
Rhoda Broughton (Denbigh, 29 de novembro de 1840 – Headington Hill, 5 de junho de 1920) foi uma proeminente escritora galesa da Era vitoriana.
Rhoda escrevia contos e romances, muitos deles com temática de horror, trazendo protagonistas femininas e transgressoras da moral e dos bons costumes da época. Ficou conhecida por seus livros carregados de sensacionalismo, legado que levou seu nome ao ostracismo pelos críticos literários. Era conhecida como a rainha das bibliotecas itinerantes, que levavam livros para localidades remotas.

## Biografia
Rhoda nasceu em 1840 em Denbigh, no País de Gales. Era terceira filha do reverendo Delves Broughton, filho mais novo do reverendo Sir Henry Delves-Broughton, 8º Baronete de Broughton e de Jane Bennett, e foi batizada em Wybunbury, em Cheshire, em 7 de março de 1841. Tinha duas irmãs mais velhas, Ellinor e Mary Jane e um irmão mais novo, Delves junior. Desde pequena, Rhoda teve contato com a literatura, em especial a poesia e recebeu educação em casa por meio de tutores e professores particulares, algo incomum para a maioria das mulheres da época. Foi grandemente influenciada por William Shakespeare e é possível perceber a inspiração pelas constantes citações feitas por seus personagens em seus livros.
Depois da morte dos pais, Rhoda foi obrigada a viver com as irmãs já casadas, o que a levou a morar em vários lugares pela Grã-Bretanha. Supõe-se que depois de ler The Story of Elizabeth, de Anne Isabella Thackeray Ritchie, Rhoda teria se inspirado para se aventurar na escrita e produziu seu primeiro livro em seis semanas. Partes deste romance foram levados em uma visita a seu tio, Sheridan le Fanu, escritor, que ficou impressionado e ajudou a sobrinha a publicar a obra.
Seu primeiro romance Not Wisely but Too Well foi publicado em 1867, tendo sido serializado antes pela revista da Universidade de Dublin e editado por seu tio, Le Fanu. Na época da publicação de seu primeiro romance, ela conheceu o editor Richard Bentley, que recusou o livro julgando-o impróprio e imoral, mas aceitou publicar o segundo. Cometh Up as a Flower foi publicado no mesmo ano, outro livro com uma heroína forte e transgressora para sua época. Os livros causaram sensação quando foram publicados por conta de suas protagonistas e a forma como retratava a sexualidade feminina e acabou sofrendo censura de outras autoras da época, como Margaret Oliphant e Geraldine Jewsbury, que conseguiram que seus livros fossem retirados das grandes livrarias. O estilo de Rhoda acabou influenciando outras autoras, como Mary Cecil Hay, que acabou desenvolvendo diálogos semelhantes.
Bentley acabou publicando o primeiro livro recusado de Rhoda, que insistiu no hoje tradicional formato de trilogias e adaptou seu texto para o gosto dos leitores tradicionais da editora dele. A colaboração entre eles duraria anos, até a compra da editora pela Editora Macmillan, no final da década de 1890. Nessa época, Rhoda já tinha publicado cerca de 14 livros em um período de 30 anos. Dez deles em forma de trilogias. Depois do fracasso comercial da trilogia Alas!, pela qual Rhoda recebeu um grande adiantamento e o maior de sua carreira, ela decidiu abandonar esse estilo e se concentrar em romances de volume único.
Apesar do sucesso comercial e da censura por parte de outras autoras, Rhoda nunca perdeu a fama de criar heroínas simplistas e de moral fácil, o que era verdade em seus primeiros romances, e sofria com a ideia de que seu trabalho era uma leitura leve e sensacionalista, outro estilo em voga na época. Depois da compra pela Macmillan, Rhoda permaneceu na editora e publicou outros seis livros por ela, mas sua popularidade já tinha caído. Alguns críticos, entretanto, se perguntavam como que uma autora tão boa podia receber tão pouco apreço por seu trabalho.

## Últimos anos
Depois de 1910, Rhoda foi para a editora Stanley, Paul & Co, onde publicou três romances. Seu último livro, A Fool In Her Folly (1920), foi publicado postumamente, com introdução da amiga de long data Marie Belloc Lowndes. Acredita-se que este livro seja quase autobiográfico, pois fala da vida de uma jovem escritora e seus pensamentos sobre seu primeiro livro. Ele foi todo escrito a mão, o que também era incomum, pois ela costumava ditar o livro para uma assistente, ao invés de trabalhar à máquina.

## Morte
Rhoda passou alguns dias em Londres antes de voltar para casa em Headington Hill, perto de Oxford e morreu em 5 de junho de 1920, aos 79 anos. Rhoda foi cremada em 9 de junho, em Golders Green, com a presença apenas de seu sobrinho, Sr. Newcome.

## Publicações

### Livros
- Not Too Wisely But Too Well (1867)
- Red As a Rose Is She (1870)
- Good-Bye, Sweetheart! (1872)
- The Temple Bar (1872)
- Nancy (1873)
- Joan (1876)
- Second Thoughts (1880)
- Belinda (1883)
- Doctor Cupid (1886)
- Alas! (1890)
- Mrs. Bligh (1892)
- A Beginner (1893)
- Scylla or Charybdis? (1895)
- Dear Faustina (1897)
- Foes in Law (1899)
- The Game and the Candle (1899)
- Lavinia (1902)
- A Waif's Progress (1905)
- Mamma (1908)
- The Devil and the Deep Sea (1910)
- Between Two Stools (1912)
- Concerning a Vow (1914)
- A Thorn in the Flesh (1917)
- A Fool in Her Folly (1920)

### Coletâneas
- Twilight Stories (1873)
- Strange Dream (1881)
- Rhoda Broughton's Ghost Stories (1995)

### Não ficção
- Cometh Up As a Flower (1867)

### Antologias com seus contos
- Terror by Gaslight (1975)
- The Penguin Book of Classic Fantasy by Women (1977)
- Victorian Nightmares (1977)
- The Mammoth Book of Victorian and Edwardian Ghost Stories (1995)

### Contos
- The Truth, the Whole Truth, and Nothing But the Truth 1868
- The Man with the Nose 1872
- Behold, it was a Dream! 1872
- Poor Pretty Bobby 1872
- Under the Cloak 1873
- What it Meant 1881
- Betty's Visions 1883 Mrs. Smith of Longmains 1885
- Betty's Visions and Mrs. Smith of Longmains. 1886
- Betty's Visions (1883)
- Mrs. Smith of Longmains (1885)
- Was She Mad? 1888
- A Home of Rest 1891
- Across the Threshold 1892
- His Serene Highness 1893
- Rent Day 1893
- A Christmas Outing 1895
- A Stone's Throw 1897
- In Five Acts 1897